# D.J. White
Dewayne White jr., detto D.J. (Tuscaloosa, 31 agosto 1986), è un ex cestista statunitense.

## Carriera
White, dopo aver frequentato la Hillcrest High School, approda nella squadra degli Indiana Hoosiers con cui si fa notare al grande palcoscenico e viene scelto in 29ª posizione nel draft NBA 2008 dai Detroit Pistons.

La notte del draft viene subito scambiato con gli Oklahoma City Thunder in cambio di Walter Sharpe (scelto in 32ª posizione in quello stesso draft) e Trent Plaisted (scelto in 46ª posizione).
Dopo sei apparizioni in D-League con i Tulsa 66ers, debutta nella NBA il 5 aprile 2009 contro gli Indiana Pacers.
Nel febbraio 2011 si trasferisce a Charlotte nello scambio che porta Gerald Wallace a Portland. In seguito ha giocato per due stagioni nel campionato cinese ad alcune partite in NBA con i Boston Celtics nel 2013.
Il 26 agosto 2015 viene annunciato il suo ingaggio nell'Auxilium Torino. A gennaio 2016 partecipa all'All Star Game tenutosi a Trento.

## Statistiche

### NCAA
| Anno      | Squadra          | PG | PT | MP   | TC%  | 3P%  | TL%  | RP   | AP  | PRP | SP  | PP   |
| --------- | ---------------- | -- | -- | ---- | ---- | ---- | ---- | ---- | --- | --- | --- | ---- |
| 2004-2005 | Indiana Hoosiers | 29 | 29 | 28,1 | 57,2 | -    | 70,9 | 4,9  | 0,8 | 0,5 | 2,2 | 13,3 |
| 2005-2006 | Indiana Hoosiers | 5  | 3  | 17,8 | 52,8 | -    | 57,1 | 6,0  | 1,0 | 0,0 | 1,4 | 9,2  |
| 2006-2007 | Indiana Hoosiers | 32 | 32 | 31,8 | 51,2 | -    | 68,5 | 7,3  | 1,3 | 0,9 | 2,3 | 13,8 |
| 2007-2008 | Indiana Hoosiers | 33 | 33 | 33,5 | 60,5 | 33,3 | 68,9 | 10,3 | 0,8 | 0,8 | 1,6 | 17,4 |
| Carriera  | Carriera         | 99 | 97 | 30,6 | 56,2 | 33,3 | 69,0 | 7,6  | 0,9 | 0,7 | 2,0 | 14,6 |

#### Massimi in carriera
- Massimo di punti: 29 vs Tennessee State (3 dicembre 2007)[2]
- Massimo di rimbalzi: 22 vs Michigan (8 gennaio 2008)
- Massimo di assist: 5 vs Indiana-Purdue-Indianapolis (22 dicembre 2006)
- Massimo di palle rubate: 3 (3 volte)
- Massimo di stoppate: 5 (6 volte)
- Massimo di minuti giocati: 48 vs Illinois-Urbana-Champaign (7 febbraio 2008)

### NBA

#### Regular Season
| Anno      | Squadra           | PG  | PT | MP   | TC%  | 3P%  | TL%  | RP  | AP  | PRP | SP  | PP  |
| --------- | ----------------- | --- | -- | ---- | ---- | ---- | ---- | --- | --- | --- | --- | --- |
| 2008-2009 | Oklahoma Thunder  | 7   | 0  | 18,6 | 52,0 | -    | 76,9 | 4,6 | 0,9 | 0,4 | 0,7 | 8,9 |
| 2009-2010 | Oklahoma Thunder  | 12  | 0  | 8,5  | 61,0 | -    | 90,0 | 1,9 | 0,3 | 0,4 | 0,3 | 4,9 |
| 2010-2011 | Oklahoma Thunder  | 23  | 0  | 9,5  | 46,2 | -    | 50,0 | 2,3 | 0,2 | 0,3 | 0,3 | 2,8 |
| 2010-2011 | Charlotte Bobcats | 24  | 0  | 19,4 | 52,6 | 0,0  | 75,9 | 4,4 | 0,6 | 0,3 | 0,5 | 8,5 |
| 2011-2012 | Charlotte Bobcats | 58  | 11 | 18,9 | 49,3 | 100  | 70,5 | 3,6 | 0,8 | 0,3 | 0,4 | 6,8 |
| 2012-2013 | Boston Celtics    | 12  | 0  | 7,2  | 52,2 | -    | 55,6 | 1,1 | 0,3 | 0,1 | 0,5 | 2,4 |
| 2013-2014 | Charlotte Bobcats | 2   | 0  | 5,0  | 0,0  | -    | -    | 1,0 | 0,0 | 0,5 | 0,0 | 0,0 |
| Carriera  | Carriera          | 138 | 11 | 15,3 | 50,7 | 33,3 | 72,0 | 3,2 | 0,6 | 0,3 | 0,4 | 5,9 |

#### Play-off
| Anno     | Squadra           | PG | PT | MP  | TC% | 3P% | TL% | RP  | AP  | PRP | SP  | PP  |
| -------- | ----------------- | -- | -- | --- | --- | --- | --- | --- | --- | --- | --- | --- |
| 2014     | Charlotte Bobcats | 1  | 0  | 3,0 | -   | -   | -   | 2,0 | 0,0 | 0,0 | 0,0 | 0,0 |
| Carriera | Carriera          | 1  | 0  | 3,0 | -   | -   | -   | 2,0 | 0,0 | 0,0 | 0,0 | 0,0 |

#### Massimi in carriera
- Massimo di punti: 21 vs Miami Heat (1º gennaio 2012)[3]
- Massimo di rimbalzi: 11 (2 volte)
- Massimo di assist: 3 vs Atlanta Hawks (7 aprile 2012)
- Massimo di palle rubate: 2 (9 volte)
- Massimo di stoppate: 4 vs Memphis Grizzlies (23 marzo 2013)
- Massimo di minuti giocati: 35 vs Miami Heat (28 dicembre 2011)

### Eurolega
| Anno      | Squadra        | PG | PT | MP  | TC%  | 3P% | TL% | RP  | AP  | PRP | SP  | PP  |
| --------- | -------------- | -- | -- | --- | ---- | --- | --- | --- | --- | --- | --- | --- |
| 2014-2015 | Saski Baskonia | 2  | 1  | 7,9 | 20,0 | -   | 0,0 | 2,0 | 0,0 | 0,5 | 0,0 | 1,0 |
| Carriera  | Carriera       | 2  | 1  | 7,9 | 20,0 | -   | 0,0 | 2,0 | 0,0 | 0,5 | 0,0 | 1,0 |

### Eurocup
| Anno      | Squadra     | PG | PT | MP   | TC%  | 3P%  | TL%  | RP  | AP  | PRP | SP  | PP  |
| --------- | ----------- | -- | -- | ---- | ---- | ---- | ---- | --- | --- | --- | --- | --- |
| 2019-2020 | Tofaş Bursa | 13 | 10 | 25,4 | 47,8 | 36,1 | 90,0 | 2,9 | 1,2 | 0,4 | 0,8 | 9,7 |
| Carriera  | Carriera    | 13 | 10 | 25,4 | 47,8 | 36,1 | 90,0 | 2,9 | 1,2 | 0,4 | 0,8 | 9,7 |

## Palmarès
- McDonald's All-American Game (2004)
- NCAA AP All-America Second Team (2008)